# Großsteingräber bei Wibbois
Die Großsteingräber bei Wibbois waren zwei megalithische Grabanlagen der jungsteinzeitlichen Trichterbecherkultur bei Wibbois, einem abgegangenen Ort auf dem heutigen Gemeindegebiet von Sellin im Landkreis Vorpommern-Rügen (Mecklenburg-Vorpommern). Sie wurden vermutlich im 19. Jahrhundert zerstört.

## Forschungsgeschichte
Die Existenz der Gräber wurde in den 1820er Jahren durch Friedrich von Hagenow erfasst und ihre Lage auf der 1829 erschienenen Special Charte der Insel Rügen vermerkt. Von Hagenows handschriftliche Notizen, die den Gesamtbestand der Großsteingräber auf Rügen und in Neuvorpommern erfassen sollten, wurden 1904 von Rudolf Baier veröffentlicht. Die Anlagen bei Wibbois wurden dabei nur listenartig aufgenommen.

## Lage
Die Gräber befanden sich nach von Hagenows Karte direkt nördlich des ehemaligen Orts Wibbois an einer Stelle, an der sechs Wege aufeinandertreffen. Die beiden Gräber lagen nahe beieinander beiderseits des nach Norden führenden Wegs. Die Stelle befindet sich westlich von Sellin im Wald, nahe der Bahnstrecke des Rasenden Roland.

## Beschreibung
Nach von Hagenows Liste handelte es sich bei beiden Anlagen um Großdolmen mit trapezförmigen Hünenbetten. Nach den Kartensignaturen dürfte das östliche Grab nordost-südwestlich und das westliche nordwest-südöstlich orientiert gewesen sein. Zu den Maßen der Anlagen liegen keine Angaben vor.